# Choleratoxin

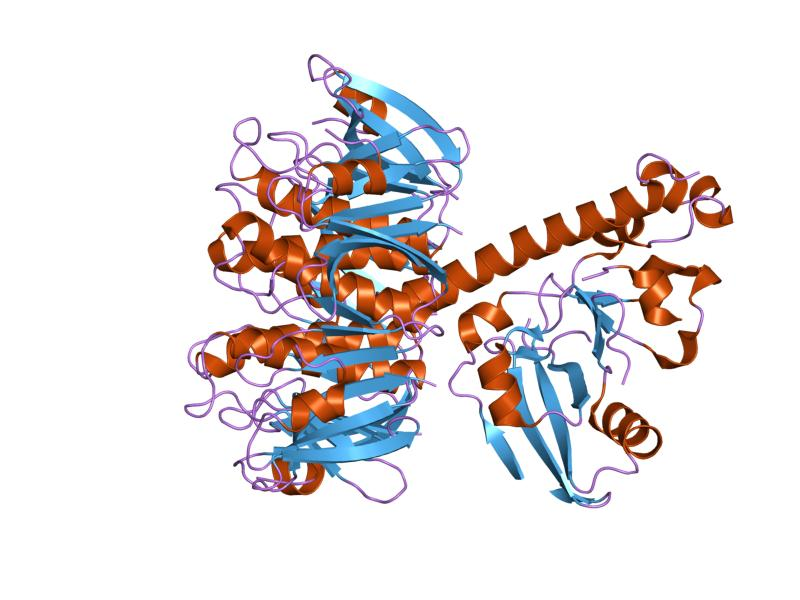
Choleratoxin

Choleratoxin (choleragen) je enterotoxický protein produkovaný patogenními kmeny bakterií Vibrio cholerae. Vyvolává prudké průjmy, jež provází infekci cholerou.
Choleratoxin má 84 kDa a skládá se ze dvou podjednotek, jež jsou k sobě pevně připojeny. Podjednotka A se skládá z řetězců Aα a Aβ, podjednotka B obsahuje 4–6 řetězců Bβ. B-podjednotky slouží k vazbě na povrch buněk, A-podjednotky mají enzymatickou roli.

## Mechanismus
Spolu s ADP-ribosylačním faktorem (ARF) buněk se choleratoxin váže na α-podjednotky stimulačních G proteinů (GS) a přenáší na ně ADP-ribózu z NAD+. Tím tuto podjednotku nevratně aktivuje – není schopna hydrolyzovat GTP, což je jinak způsob, jak se G-proteiny a jiné GTPázy deaktivují. V důsledku nadměrné aktivace G proteinů dochází k hyperaktivaci adenylátcykláz, vzestupu hladiny vnitrobuněčné koncentrace cAMP a (v epitelových buňkách střeva) následně k vypuzování chloridových iontů z buněk ven. To je příčinou průjmů, jež choleru provází.
Evoluční význam choleratoxinu pro bakterie Vibrio není znám. Je možné, že vyvolání průjmu prostě usnadňuje šíření bakterií mezi lidskými jedinci.